# شاهین علی
شاهین علی (انگلیسی: Shaheen Ali؛ زادهٔ ۱۵ ژوئن ۱۹۸۳) یک ورزشکار است.